# Viseu
Viseu – miejscowość w Portugalii, leżąca w dystrykcie Viseu, w regionie Centrum, w podregionie Dão-Lafões. Jest siedzibą gminy o tej samej nazwie.
Z tej miejscowości pochodzi znany portugalski piłkarz João Félix.

## Demografia
| Liczba ludności gminy Viseu (1801–2011) | Liczba ludności gminy Viseu (1801–2011) | Liczba ludności gminy Viseu (1801–2011) | Liczba ludności gminy Viseu (1801–2011) | Liczba ludności gminy Viseu (1801–2011) | Liczba ludności gminy Viseu (1801–2011) | Liczba ludności gminy Viseu (1801–2011) | Liczba ludności gminy Viseu (1801–2011) | Liczba ludności gminy Viseu (1801–2011) | Liczba ludności gminy Viseu (1801–2011) |
| --------------------------------------- | --------------------------------------- | --------------------------------------- | --------------------------------------- | --------------------------------------- | --------------------------------------- | --------------------------------------- | --------------------------------------- | --------------------------------------- | --------------------------------------- |
| 1801                                    | 1849                                    | 1900                                    | 1930                                    | 1960                                    | 1981                                    | 1991                                    | 2001                                    | 2004                                    | 2011                                    |
| 33 699                                  | 36 049                                  | 54 047                                  | 61 140                                  | 79 890                                  | 83 261                                  | 83 601                                  | 93 501                                  | 96 810                                  | 99 274                                  |

## Sołectwa
Sołectwa gminy Viseu (ludność wg stanu na 2011 r.)
- Abraveses – 8539 osób
- Barreiros – 300 osób
- Boa Aldeia – 518 osób
- Bodiosa – 3047 osób
- Calde – 1469 osób
- Campo – 5025 osób
- Cavernães – 1348 osób
- Cepões – 1284 osoby
- Coração de Jesus – 11 245 osób
- Cota – 974 osoby
- Couto de Baixo – 756 osób
- Couto de Cima – 851 osób
- Fail – 664 osoby
- Farminhão – 750 osób
- Fragosela – 2662 osoby
- Lordosa – 1791 osób
- Mundão – 2385 osób
- Orgens – 3489 osób
- Povolide – 1747 osób
- Ranhados – 4949 osób
- Repeses – 2509 osób
- Ribafeita – 1227 osób
- Rio de Loba – 9348 osób
- Santa Maria de Viseu – 6790 osób
- Santos Evos – 1569 osób
- São Cipriano – 1283 osoby
- São João de Lourosa – 4702 osoby
- São José – 5395 osób
- São Pedro de France – 1370 osób
- São Salvador – 3807 osób
- Silgueiros – 3250 osób
- Torredeita – 1555 osób
- Vil de Souto – 667 osób
- Vila Chã de Sá – 2009 osób

## Miasta partnerskie
- Lublin, Polska
- Ciudad Rodrigo, Hiszpania
- Oviedo, Hiszpania
- Arezzo, Włochy
- Marly-le-Roi, Francja
- Santa Maria da Feira, Portugalia
- Aveiro, Portugalia
- Chaskowo, Bułgaria
- São Filipe, Republika Zielonego Przylądka